# Малі Грибовичі
Малі́ Грибо́вичі (до 1946 року - Грибовичі Малі)— село в Україні, у складі Львівської міської громади, підпорядковується Львівській міській раді, як частина Шевченківського району м. Львова, Львівського району, Львівської області.

## Економіко-географічна довідка
Село Малі Грибовичі має сприятливе економіко-географічне розташування. Беззаперечним «полюсом зростання» для цього населеного пункту є м. Львів. Працездатне населення переважно працевлаштоване. Більшість людей паралельно займаються вирощуванням сільськогосподарської продукції, як для власних потреб, так і на продаж. Останніми роками спостерігається значний розвиток села (прокладення газо- та водопроводів, модернізація електромережі, покращення доріг і т. д.) зумовлений тим, що покращилось фінансування; с. Малі Грибовичі можна віднести до приміської зони м. Львова, який у свою чергу позитивно впливає на розвиток села.

## Історія
Перша згадка про село в історичних документах належить до 1440 року. У 1933–1934 роках на Чорній Горі, що височить між Великими та Малими Грибовичами, археологи виявили поселення кам'яної доби (III тисячоліття до н. е.) та рештки давньоруського городища XI–XIII століть.
Малі Грибовичі — село, належало до Львівського повіту.Розташоване неподалік від дороги державного значення М-09, Тернопіль - Львів - Рава-Руська. Малі Грибовичі віддалені 2 км на захід від Великих Грибовичів. Обидва ці села лежать на північному краю височини, яка становить частину Жовківського Розточчя, і оточені від півночі підмоклою долиною Старої Ріки (Яричівки), від півдня болотистою долиною Полтви.  Між Малими та Великими Грибовичами є Чорна Гора, заввишки 354 м, заліснена із західного та північного боків. Води, що пливуть по північному стоку цієї території, забирає Стара Ріка, з південної частини води течуть у Полтву. В 1880 році було в обидвох селах 201 будинок, 1197 жителів, з них 158 римо-католиків. Парафія греко-католицька була у Великих Грибовичах, римо-католицька була в Малехові. В селі була школа і гмінна кредитна каса, з капіталом 555 злотих. Фонд убогих в Грибовичах і Збоїщах, який заснував Никорович в 1813 році з метою забезпечення місцевих бідняків, з заставленим маєтком 2016 злотих, мав у 1880 році 120 злотих доходу.
28 грудня 2014 року митрополит Львівський і Сокальський Димитрій звершив велике освячення храму на честь Пресвятої Тройці — на хуторі Кольонія села Малі Грибовичі, та першу Божественну Літургію у новоосвяченій церкві.

## Відомі уродженці
- Фолюш Тарас (26.07.1971 - 21.03.2022) - солдат 24-ої ОМБр., виконував бойові завдання на Луганщині. Поховали захисника 10.09.2024 на Личаківському кладовищі в м. Львів.